# Ендовібратор

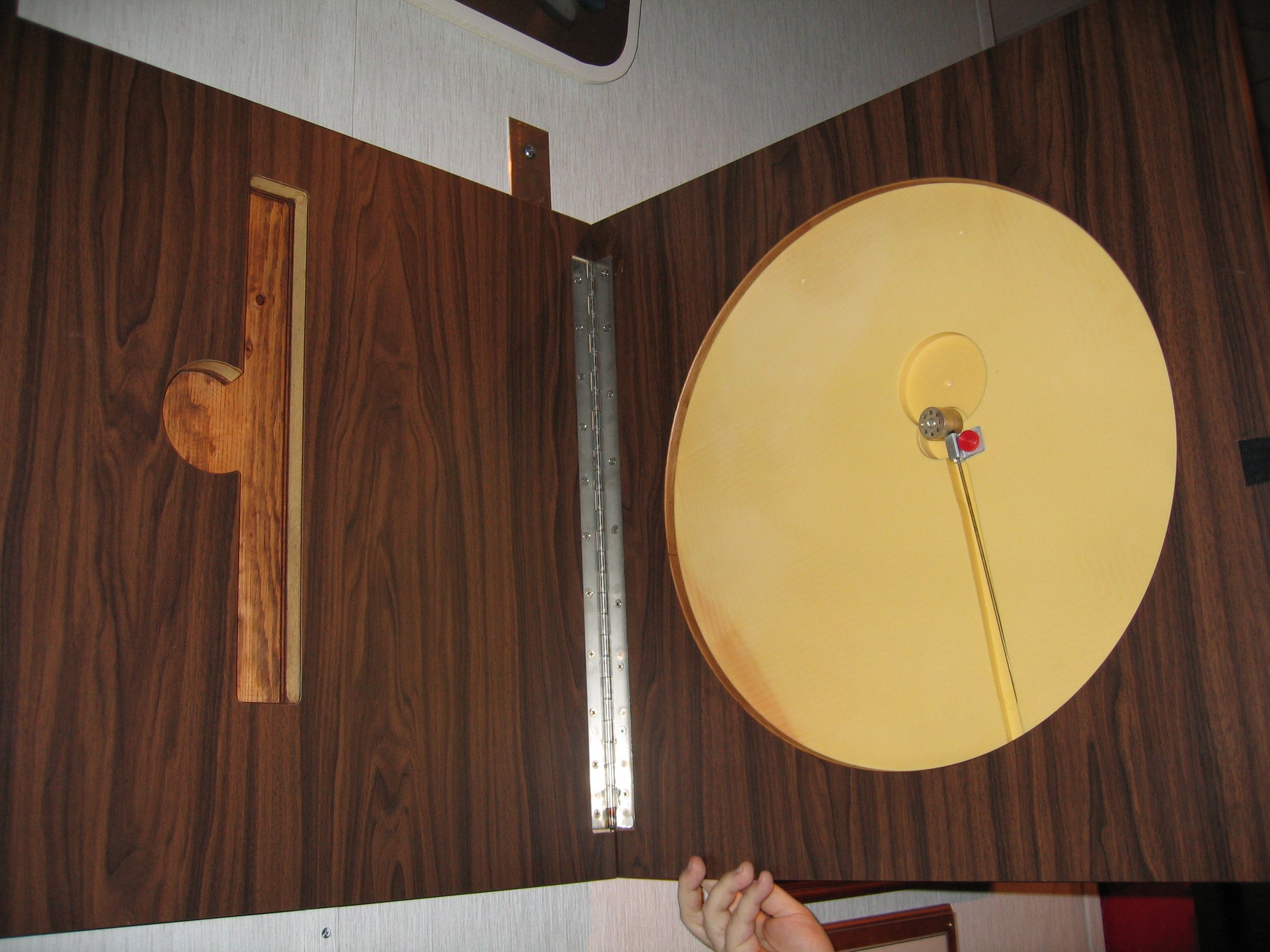
Копія Великої печатки, в якому міститься радянський підслуховувальний пристрій, Національний музей криптографії

Ендовібратор (дав.-гр. ἔνδον — «всередині» та лат. vibro — «вібрувати») або «Річ» (англ. The Thing); також відомий як «жучок» Великої печатки — один з перших приладів прихованого прослуховування (або «жучків»), який використовував пасивний метод, щоб передати звуковий сигнал. Активізувався електромагнітною енергією від зовнішнього джерела. Вважається попередником технології RFID.

## Принцип роботи
Основою ендовібратора є циліндричний об'ємний резонатор, налаштований на зовнішнє випромінювання певної частоти (найчастіше в діапазоні 300 МГц). При цьому власний чвертьхвильовий вібратор всередині резонатора створює своє поле перевипромінювання. При веденні розмов у приміщенні змінюється і власна резонансна частота ендовібратора, що впливає, у свою чергу, на поле перевипромінювання, яке стає модульованим акустичними коливаннями. Працювати ендовібратор може тільки тоді, коли він опромінюється потужним джерелом на частоті резонатора, тому його неможливо виявити такими засобами пошуку радіозакладок, як нелінійний локатор, індикатор поля та ін. Виняток становить радіомоніторинг.
Склад найпростішого ендовібратора:
- перевипромінююча антена з резонансною системою, налаштованою на частоту опромінюючого сигналу;
- приймач акустичних коливань;
- модулятор.

Параметри резонансної системи (резонансна частота або добротність) змінюються модулятором відповідно до акустичного сигналу, що приймається приймачем акустичних коливань. Зміна параметрів резонансної системи викликає зміну властивостей антени, що призводить до модуляції відбитого радіосигналу.
Ендовібратори бувають пасивні (не містять елементів живлення та радіоелектронних компонентів) та напівактивні.

### Пасивні ендовібратори
Не містять у своєму складі елементів живлення та радіоелектронних компонентів. Роль приймача акустичних коливань та модулятора виконує рухлива діафрагма. Як резонансну систему використовують об'ємні резонатори або резонансні лінії. Під впливом акустичних коливань діафрагма переміщається і змінюється ємність резонатора, що призводить до зміни властивостей, що відображають підключеної до резонатора антени.
Як діафрагма може використовуватися тонка металева мембрана або тонкий шар електропровідної рідини на дні резонатора. Основою такого пристрою є об'ємний циліндричний резонатор, на дні якого налитий невеликий шар масла. Верхня частина закрита кришкою з пластмаси, яка є прозорою для радіохвиль, але перешкоджає проникненню акустичних коливань.
У кришці є отвір, крізь нього внутрішній обсяг резонатора сполучається з повітрям приміщення, у якому ведуться переговори. У зазначений отвір вставлена металева втулка, з чвертьхвильовим вібратором, налаштованим на частоту 330 МГц. Розміри резонатора та рівень рідини підібрані таким чином, щоб вся система резонувала на зовнішнє випромінювання частотою 330 МГц.
При цьому власний чвертьхвильовий вібратор усередині резонатора створює поле перевипромінювання. При веденні розмов поблизу резонатора на поверхні олії з'являються мікроколивання, що викликають зміни добротності та резонансної частоти резонатора. Ці зміни впливають на характеристики перевипромінюваного поля, що створюється внутрішнім вібратором. Сигнал стає модульованим по амплітуді та фазі акустичними коливаннями. Працювати такий радіомікрофон може лише тоді, коли він опромінюється потужним джерелом частоти резонатора (330 МГц).
Основною перевагою пасивних ендовібраторів (з точки зору прослуховувача) є відсутність в них радіоелектронних компонентів і елементів живлення, що забезпечує неможливість їх виявлення засобами нелінійної локації, збільшує термін дії і дозволяє виконувати пристрої, що підслуховують, у вигляді сувенірів, предметів інтер'єру або елементів огороджувальних конструкцій, що містять металеві частини, геометричні розміри яких спеціально підібрано для утворення ендовібраційного ефекту.
Недолік пасивних ендовібраторів - мала величина зміни резонансної частоти (або добротності резонатора), що обмежує коефіцієнт модуляції відбитого сигналу і вимагає використання значної опромінюючої потужності для забезпечення дальності дальності перехоплення акустичної інформації.

### Напівактивні ендовібратори
У напівактивних ендовібраторах параметри резонансної системи змінюються електронним способом (наприклад, за допомогою варикапу), що дозволяє отримати більший коефіцієнт модуляції. Вони являють собою пристрої, що передають інформацію по радіоканалу, за відсутності сигналу, що опромінює, можуть бути виявлені за наявності нелінійних радіоелектронних елементів.
У порівнянні з керованими пристроями радіозакладів напівактивні ендовібратори можуть значно довше працювати від автономного джерела живлення, так як не витрачають споживану потужність на випромінювання радіосигналу. Приймачем акустичних коливань у разі є звичайний мікрофон, а модулятором — підсилювач звукової частоти.
Більш складні схеми напівактивних ендовібраторів дозволяють посилювати відбиті високочастотні коливання (ретранслятори), змінювати частоту несучого відбитого сигналу (конвертори), використовувати інші складніші види модуляції (частотну, односмугову, цифрову тощо).

## Історія
Ендовібратор винайшов у 1946 році Лев Сергійович Термен, в той час в'язень сталінської шарашки, науковими керівниками якої були академіки Аксель Берг і Абрам Йоффе. Завдання вони отримали від Лаврентія Берія, якому про «троянського коня» нагадав Сталін.

## На практиці
4 серпня 1945 делегація радянських піонерів, під приводом святкування ювілею піонерського табору Артек, піднесла запрошеному на святкування послу США Гарріману подарунок «на знак дружби союзнику в боротьбі з фашизмом» — дерев'яне зображення Великої печатки США. Посол повісив подарунок на стіні в своєму кабінеті, не підозрюючи, що всередині був вбудований ендовібратор.
За допомогою ендовібратора радянські спецслужби 7 років прослуховували резиденцію посла США, що розташована в будівлі московського історичного особняка, — «Спасо-Хаус» (англ. Spaso House). За цей час змінилося 4 посла, неодноразово змінювався інтер'єр кабінету, але дерев'яний великий друк незмінно залишався його головною прикрасою.
Ендовібратор був виявлений випадково 1951 року, коли радист посольства Великобританії, скануючи ефір, почув англомовну мову. Надісланий на перевірку інженер Дон Бейлі не зміг знайти «жучок», підозрюючи, що радянські спецслужби вимкнули прилад на той момент. Ендовібратор остаточно було виявлено лише 1952 року, коли приміщення посольства перевірили вкотре при зміні посла.
Коли у 1960 році СРСР поставив на Раді безпеки ООН питання про американське шпигунство у зв'язку з інцидентом з літаком U-2, у відповідь на це американський представник в ООН продемонстрував «Велику печатку» з передавачем з кабінету посла і закликав СРСР не драматизувати практику, звичайну для розвідслужб як СРСР, і США. У зв'язку з цим американський представник висловив думку, що Хрущов лише використав інцидент з U-2 як привід для зриву паризької зустрічі на рівні.
Зберігається в музеї ЦРУ у Ленглі.